# RA 341–342
Die zwei Elektrolokomotiven der Baureihe 34 der Rete Adriatica wurden 1901 als erste Lokomotivserie für die oberitalienische Veltlinbahn des Rete Adriatica von der ungarischen Firma Ganz & Cie in Budapest gebaut.

## Technische Merkmale
Die RA 34 bestanden aus je zwei zusammengekuppelten Hälften mit jeweils eigenem Unterbau, Fahrgestell, Antrieb und Führerstand. Die 1400 mm großen Treibräder hatten Einzelachsantrieb.
Der frequenzabhängige Drehstromantrieb erlaubte mit der fest vorgegebenen Speisestrom-Frequenz der Oberleitung keine stufenlose Regelung. Nach der Anfahrphase wurde als maximale Geschwindigkeit 36 km/h erreicht.
Die Übertragung der elektrischen Energie erfolgte aus der zweipoligen Oberleitung sowie über das Gleis als dritter Stromleitung des Dreiphasenwechselstromsystems.
Die ursprüngliche Ausführung der Lokomotive hatte vorn und hinten auf dem Dach jeweils einen Trägerbügel, auf dem sich zwei gegeneinander elektrisch isolierte Metall-Schleifstücke für die zweipolige Stromleitung befanden. Später wurden auf diesem Trägerbügel zwei separat aufgebaute Schleifbügelrahmen angebracht. 
Nach der dekretierten Übernahme der Rete Adriatica in die neu gegründete Ferrovie dello Stato wurden die RA 34 als Baureihe E.430 geführt. Die spätere Ausmusterung erfolgte 1928.